# 阿里·本·侯賽因王子
阿里·本·侯賽因（1975年12月23日—）是约旦国王侯賽因一世和他第三任妻子阿麗亞的兒子，出生于安曼。根據家譜，王子是伊斯蘭教先知穆罕默德的第四十三代後裔。現任西亚足球协会、約旦足球協會主席。從2011年1月6日至2015年5月29日，王子是国际足球联合会的副主席之一。

## 婚姻及家庭
2004年4月23日，阿里王子和CNN記者莉姆·卜拉希米（Rym Brahimi）結婚並再在同年9月7日舉行公開慶祝活動。卜拉希米的父親拉赫达尔·卜拉希米是知名的阿爾及利亞裔聯合國外交官。
兩人育有一女一子，分別是賈莉拉公主（2005年9月16日出生）及阿卜杜拉王子（2007年3月19日出生）。